# 第三次安倍內閣
第三次安倍內閣（日语：／ Daisanji Abe Naikaku */?）是日本安倍晉三就任第97任內閣總理大臣（首相）後，自2014年12月24日至2015年10月7日組成的內閣。
本屆內閣是由自由民主黨和公明黨組成的聯合政府。

## 內閣人事
2014年12月14日舉行的第47屆日本眾議院議員總選舉，自民黨和公明黨執政聯盟再次取得壓倒性勝利之後，內閣總理大臣安倍晉三表示要以2014年度補充預算、2015年度財政預算案的編成，以及景氣對策為最優先事項，因此第二次安倍改造內閣所有閣僚以及自民黨執行部人事將全體留任。不過防衛大臣江渡聰德在組閣前夕向安倍首相表明請辭留任，外界認為原因可能是江渡的資金管理團體的政治資金收支報告書紀錄出錯的問題；安倍接受了江渡的請辭，起用前防衛廳長官中谷元擔任防衛大臣。

## 國務大臣
| 職位                                                                                | 姓名 | 姓名       | 所属                               | 特命事項等                                                                                                   | 備註           |
| ----------------------------------------------------------------------------------- | ---- | ---------- | ---------------------------------- | --- | -------------- |
| 內閣總理大臣                                                                        |      | 安倍晉三   | 眾議院 自由民主黨 （細田派）       | | 自由民主黨總裁 |
| 副總理 財務大臣 內閣府特命擔當大臣 （金融擔當）                                     |      | 麻生太郎   | 眾議院 自由民主黨 （麻生派）       | 擺脫通貨緊縮擔當 內閣總理大臣臨時代理由副總理就任順位第1位                                                   |                |
| 總務大臣                                                                            |      | 高市早苗   | 眾議院 自由民主黨 （無派閥）       | |                |
| 法務大臣                                                                            |      | 上川陽子   | 眾議院 自由民主黨 （岸田派）       | |                |
| 外務大臣                                                                            |      | 岸田文雄   | 眾議院 自由民主黨 （岸田派）       | 內閣總理大臣臨時代理就任順位第5位                                                                            |                |
| 文部科学大臣                                                                        |      | 下村博文   | 眾議院 自由民主黨 （細田派）       | 教育再生擔當 國立國會圖書館 聯絡調整委員會委員 東京奧運會·殘奧會擔當                                         |                |
| 厚生勞動大臣                                                                        |      | 鹽崎恭久   | 眾議院 自由民主黨 （岸田派）       | |                |
| 農林水產大臣                                                                        |      | 西川公也   | 眾議院 自由民主黨 （二階派）       | |                |
| 經濟產業大臣 內閣府特命擔當大臣 （原子能損害賠償支援機構擔當）                      |      | 宮澤洋一   | 參議院 自由民主黨 （岸田派）       | |                |
| 國土交通大臣                                                                        |      | 太田昭宏   | 眾議院 公明黨                      | 水循環政策擔當                                                                                               |                |
| 環境大臣 內閣府特命擔當大臣 （原子能防災擔當）                                      |      | 望月義夫   | 眾議院 自由民主黨 （岸田派）       | |                |
| 防衛大臣                                                                            |      | 中谷元     | 眾議院 自由民主黨 （谷垣集團）     | 安全保障法制擔當                                                                                             |                |
| 內閣官房長官                                                                        |      | 菅義偉     | 眾議院 自由民主黨 （無派閥）       | 沖繩基地負担減輕擔當 內閣總理大臣臨時代理就任順位第2位                                                       |                |
| 復興大臣                                                                            |      | 竹下亘     | 眾議院 自由民主黨 （額賀派）       | 福島核電站事故再生總括擔當                                                                                   |                |
| 國家公安委員會委員長 內閣府特命擔當大臣 （防災擔當）                                |      | 山谷惠里子 | 參議院 自由民主黨 （細田派）       | 綁架問題擔當 國土強韌化擔當 海洋政策擔當 領土問題擔當                                                        |                |
| 內閣府特命擔當大臣 （沖繩及北方對策擔當） （科學技術政策擔當） （宇宙政策擔當）     |      | 山口俊一   | 眾議院 自由民主黨 （麻生派）       | 情報通信技術（IT）政策擔當 再挑戰擔當 酷日本戰略擔當                                                         |                |
| 內閣府特命擔當大臣 （消費者及食品安全擔當） （少子化對策擔當） （男女共同參與擔當） |      | 有村治子   | 參議院 自由民主黨 （大島派）       | 行政改革擔當 女性活躍擔當 國家公務員制度擔當                                                                 |                |
| 內閣府特命擔當大臣 （經濟財政政策擔當）                                             |      | 甘利明     | 眾議院 自由民主黨 （無派閥）       | 經濟再生擔當 社會保障和稅制一体化改革擔當 跨太平洋戰略經濟夥伴關係協議擔當 內閣總理大臣臨時代理就任順位第3位 |                |
| 內閣府特命擔當大臣 （國家戰略特別區域擔當）                                         |      | 石破茂     | 眾議院 自由民主黨 （無派閥聯絡會） | 地方創生擔當 內閣總理大臣臨時代理就任順位第4位                                                               |                |

## 腳註及參考
1. ↑  （页面存档备份，存于） （页面存档备份，存于） （页面存档备份，存于）  （页面存档备份，存于） 朝日新聞
2. ↑  （页面存档备份，存于） （页面存档备份，存于） （页面存档备份，存于）  （页面存档备份，存于） 產經新聞
3. ↑  （页面存档备份，存于） （页面存档备份，存于） （页面存档备份，存于）  （页面存档备份，存于） 讀賣新聞